# Tekken 8
Tekken 8 er et spil til PlayStation 5, Xbox Series X/S, og Microsoft Windows.

## Tilbagevendende figurer
- Alisa Bosconovitch
- Anna Williams (DLC)
- Armor King (DLC)
- Asuka Kazama
- Bryan Fury
- Claudio Serafino
- Devil Jin
- Eddy Gordo (DLC)
- Fahkumram (DLC)
- Feng Wei
- Heihachi Mishima (DLC)
- Hwoarang
- Jin Kazama
- Jun Kazama
- Kazuya Mishima/Devil Kazuya
- King
- Kuma
- Lars Alexandersson
- Lee Chaolan
- Leo
- Leroy Smith
- Lili
- Lidia Sobieska (DLC)
- Ling Xiaoyu
- Marshall Law
- Nina Williams
- Panda
- Paul Phoenix
- Raven
- Shaheen
- Sergei Dragunov
- Steve Fox
- Yoshimitsu
- Zafina

## Nye figurer
- Azucena Milagros Ortiz Castillo
- Clive Rosfield (DLC)
- Jack-8
- Reina
- Victor Chevalier